# William Albert Hugh Rushton

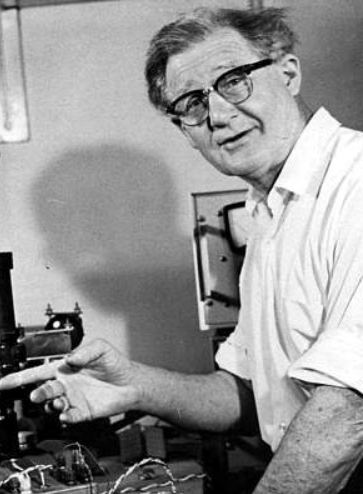
William Albert Hugh Rushton (1982)

William Albert Hugh Rushton (* 8. Dezember 1901; † 21. Juni 1980) war Professor für Physiologie am Trinity College (Cambridge). Sein Hauptinteresse galt der Farbwahrnehmung; sein Prinzip der Univarianz hat Bedeutung in der Sinnesphysiologie.
1948 wurde er Fellow der Royal Society. 1963 wurde Rushton in die American Academy of Arts and Sciences gewählt. 1970 war er Präsident der Society for Psychical Research. Im gleichen Jahr wurde ihm die Royal Medal der Royal Society verliehen.

## Prinzip der Univarianz
Die Erregung einer Sehzelle hängt nur davon ab, ob sie ein Photon eingefangen hat oder nicht. Dies kann bei verschiedenen Kombinationen von Wellenlänge und Intensität (s. Absorptionsspektrum) erfolgen. Das Gehirn weiß also nicht, welche Farbe der entsprechende Punkt des retinalen Bildes hat. (D.h. wird ein Photon von einer Sehzelle (Zapfen) absorbiert, so geht die Information über seine Wellenlänge verloren.)